# Théâtre municipal de Louhans
Le théâtre municipal de Louhans est une salle de théâtre et de spectacle située sur le territoire de la commune de Louhans dans le département français de Saône-et-Loire et la région Bourgogne-Franche-Comté.

## Historique
Le Théâtre municipal de Louhans voit le jour au cours du XIXe siècle, probablement dans les années 1850-1875. Il prend place là où se tenait, depuis le XVIe siècle, le collège de garçons, lui-même fermé à la fin du XVIIIe siècle. La façade actuelle, située au sein des arcades de Louhans, n'a pas été modifiée depuis la construction du théâtre. 
A la fin des années 1920, la société des commerçants de Louhans souhaite sa rénovation.  
Un projet est proposé par l'architecte municipal G. Lamirand, après une étude de restauration et d'agrandissement. Mais le projet, considéré comme trop ambitieux, est abandonné. Louhans ne compte alors que 4100 habitants.  
En 1933, un nouveau projet est porté par le même architecte. Mais cette fois-ci, les coûts ont été considérablement réduits. La superficie du théâtre n'est pas modifiée, avec 407 places assises, le tout pour la somme de 180 000 francs.  
Le nouveau théâtre vient toutefois prendre l'espace autrefois réservé à la "bibliothèque municipale populaire" située à côté. Les travaux sont réalisés entre 1934 et 1936. Le lieu est inauguré le 5 mai 1936.  
Elle fait l'objet d'une inscription au titre des monuments historiques depuis le 10 février 1999.

## Description
La salle est conçue pour accueillir de nombreux évènements, autres que des représentations théâtrales, notamment par la présence de galeries latérales au niveau du parterre, et une scène entièrement ajustable pour accueillir une piste de danse.
L'intérêt de ce théâtre réside en ses décors de style Art Déco : Papier peint à motifs d'ananas, sièges en velours, lambris bleu en stuc à motif "oisel" fabriqué par la maison Baudson à Paris et décor de scène peint par Honoré Hugrel, peintre originaire de Mâcon. 
Depuis 2023, pour des raisons de sécurité, le théâtre est fermé au public et n'accueille plus de manifestation. Les lieux sont désormais en attente de rénovation. 